# Carl Öst
Carl Öst, oftast Calle Öst, folkbokförd Karl Henry Öst, född 19 januari 1908 i Alfta församling i Gävleborgs län, död 13 februari 1988 i Ovanåkers församling i Gävleborgs län, var en svensk sångare och musiker, som spelade fiol och gitarr.
Carl Öst växte upp i en familj som var präglad av musik. Han var son till riksspelmannen Jon-Erik Öst, bror till musikerna Eric Öst och Eddy Öst samt sångerskan Anna Öst. Han var alltså morbror och farbror till grundarna av Family Four. Han var dock inte släkt med den kristna artisten och frälsningssoldaten Anna-Lisa Öst.
Carl Öst var bagare, allmogespelare/dansbanemusiker till yrket. Efter sin omvändelse (eller som han själv uttryckte det "blev frälst") blev han alltmer engagerad som sångarevangelist och predikant inom i huvudsak pingströrelsen.
Utmärkande för Carl Öst var hans humor och slagfärdighet, vilket framkom i såväl hans predikningar som sånger. Han turnerade under 1970-talet med en kristen repertoar tillsammans med sin syster Anna.
Han var från 1937 till sin död gift med Greta Öst (1915–1991).

## Sånger i urval
Carl Öst har skrivit ett flertal andliga visor, bland de mer kända återfinns:
- En visa vill jag sjunga
- Ett nådehjon
- Jag sjunga vill
- Jesus skall komma
- Knäna böj och armar uppåt sträck
- Nog är jag lycklig vorden
- Som fågeln löst ur bojans tvång
- Sjung Halleluja
- Uti himmelen en gång
- Vi skall fara bortom månen
- Vandra ej längre i synden, skriven 1935.[3]

## Diskografi
Carl Öst har spelat in åtskilliga skivor både på "stenkaka", EP och LP. De flesta av dessa är utgivna på Pingströrelsens eget skivmärke Hemmets Härold.

### Album
- 1968 Hemmakväll hos familjen Carl Öst
- 1971 Carl Öst sjunger och spelar; Theofil Engström sjunger och spelar
- 1973 Calle Östs bästa
- 1975 Sånger för stora och små
- 1978 Stugmöte

Albumen "Calle Östs bästa" och "Stugmöte" är i dag återutgivna på cd.

### Singel och EP
- 1957 Vi har kommit ombord
- 1958 Nu är jag lycklig
- 1959 Jag får räkna med Jesus i allt
- 1959 Jag vill ha mycket, mycket mer
- 1960 Han gör inga misstag
- 1961 Härliga morgon
- 1964 Jag seglar hem
- 1963 Pelle
- 1965 Sången om Jesus
- 1966 Vi skall fara bortom månen
- 1967 Han står vid rodret